# Péninsule de Manguistaou
La péninsule de Manguistaou (en kazakh : Маңғыстау түбегі, en russe : Мангышлак, translittération : Mangishlak), également appelée presqu'île de Mangichlak, est située à l'ouest du Kazakhstan, au bord de la mer Caspienne. Le nom de la péninsule dérive du turcique Ming Qishlaq (ou Mıñ Qystau en kazakh), ce qui signifie « Mille campements d'hiver ».

## Géographie
La péninsule de Bouzatchi, une annexe marécageuse de la péninsule principale se trouve au nord-est. L’archipel de Tyuleniy se trouve au large des rives nord de la péninsule.
Elle dépend administrativement de l'oblys de Manguistaou, dont la capitale est Aktaou.  
La ville de Janaozen est située dans la zone désertique de la péninsule, à 150 km d'Aktaou.

## Histoire

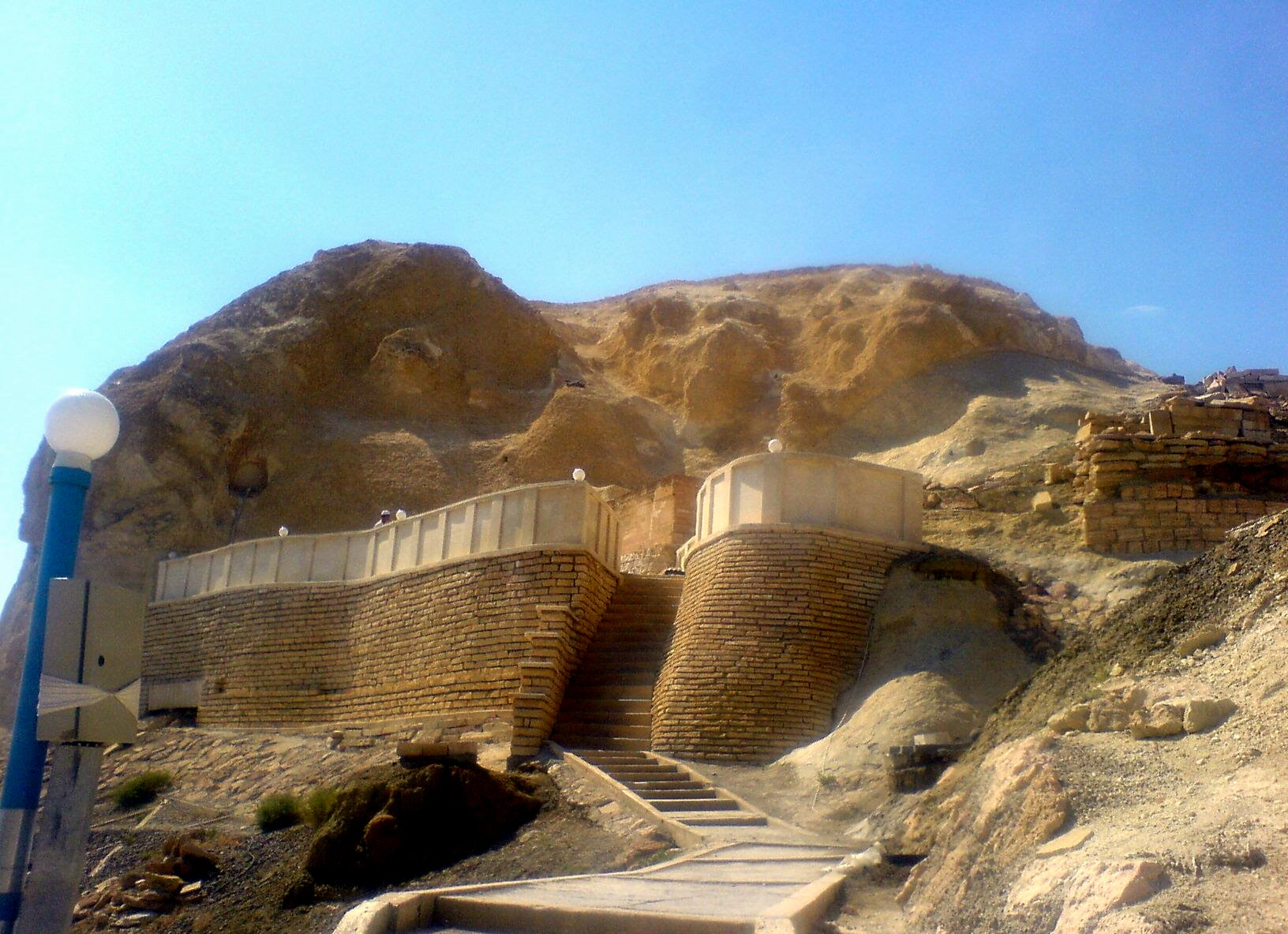
Mosquée souterraine de.

En 1639, le kalmouk, Kho Örlög soumet les Turcomans de la presqu’île.
Un important site archéologique datant du Ve siècle et comportant des objets attribués aux Huns a été découvert en 2016 à Altÿnkazgan, à l'est de la mer Caspienne. Il s'étend sur 120 hectares.